# Roger
|  | Aquest article tracta sobre el nom propi masculí. Si cerqueu el peix, vegeu «Moll de roca». |

Roger és un nom propi masculí comú en català, també estès en països de parla anglesa o francesa. Prové dels elements germànics hrod (fama) i ger (llança), significant "famós amb la llança". La forma llatina del nom és Rogerius, fou utilitzada per diverses personalitats medievals.
El nom es va estendre a través de les invasions normandes a Anglaterra i Sicília. Als Països Catalans es va popularitzar gràcies als almiralls de la flota catalana Roger de Llúria i Roger de Flor, ambdós d'orígens sicilians.

## En altres llengües
- Català: Roger
- Castellà: Rogelio
- Francès: Roger
- Gallec: Roger
- Anglès: Roger
- Islandès: Hróðgeir
- Holandès: Rogier, Rutger
- Suec: Roger
- Italià: Rugger
- Portuguès Roger

## Personatges destacats
- Roger I de Sicília (1031-1101), rei normand de Sicília
- Sant Roger (1060-1129), bisbe de Cannes.
- Roger II de Sicília (1095-1154), rei normand de Sicília
- Roger de Worcester (?-1179), arquebisbe de Worcester
- Roger Bacon (1214–1294), frare franciscà, filòsof empirista i defensor del mètode científic.
- Roger Bernat III de Foix (?-1302), comte de Foix, i vescomte de Castellbó i de Bearn
- Roger de Llúria (1250-1305), capità almogàver i almirall de Pere el Gran.
- Roger de Flor (1266-1305), capità almogàver.
- Roger Casement (1864-1916), poeta, diplomàtic i revolucionari irlandès.
- Roger Moore (nascut el 1927), actor anglès conegut principalment pel seu paper de James Bond.
- Roger Wolcott Sperry (1913-1994), psiocòleg i neurobiòleg nord-americà.
- Germà Roger (1915-2005), teòleg suís fundador de Taizé.
- Roger Walkowiak (nascut el 1927), ciclista francès.
- Roger Zelazny (1937-1995), escriptor de fantasia i ciència-ficció.
- Roger Alier (nascut el 1941), crític musical especialitzat en òpera.
- Roger Waters (nascut el 1944), guitarrista, cantant i compositor anglès.
- Roger Daltrey (nascut el 1944), fundador i cantant de The Who.
- Roger Keith "Syd" Barrett (1946-2006), cantant, guitarrista i compositor anglès, fundador de Pink Floyd.
- Roger Taylor (nascut el 1949), bateria de Queen.
- Roger Milla (nascut el 1952), futbolista camerunès.
- Roger Subirachs i Burgaya (1956-2017) fou un dibuixant de còmics català que signava com a "Roger".
- Roger Esteller (nascut el 1972), jugador de bàsquet català.
- Roger Mas (nascut el 1975), cantautor solsoní.
- Roger Garcia Junyent (nascut 1976), futbolista sabadellenc.
- Roger Grimau (nascut el 1978), jugador de bàsquet català.
- Roger Federer (nascut el 1981), tenista suís.